# 脊狀美洲石鱥
脊狀美洲石鱥（学名：Lythrurus lirus）为輻鰭魚綱鯉形目雅羅魚科美洲石鱥屬的其中一種。分布于北美洲美國田納西河及阿拉巴馬河流域，棲息在水質清澈的具砂石底質的溪流，體長可達7.5公分，繁殖期在5至7月，會進行季節性遷移。

## 扩展阅读
維基物種上的相關：脊狀美洲石鱥
1. ↑  NatureServe. . The IUCN Red List of Threatened Species. 2013, 2013: e.T202146A18228759  [20 November 2021]. doi:10.2305/IUCN.UK.2013-1.RLTS.T202146A18228759.en .
2. ↑  Mountain Shiners in Alabama. http://www.outdooralabama.com/fishing/freshwater/fish/other/minnow/shiner/mountain/ 的存檔，存档日期2014-02-06..